# إيتون (نيويورك)
إيتون (بالإنجليزية: Eaton, New York) هي بلدة أمريكية تقع في الولايات المتحدة في مقاطعة ماديسون، نيويورك. يقدر عدد سكانها بـ 5,255 نسمة ومساحتها 118.1 كم2 وترتفع عن سطح البحر 426 متر.